# Desmembramento

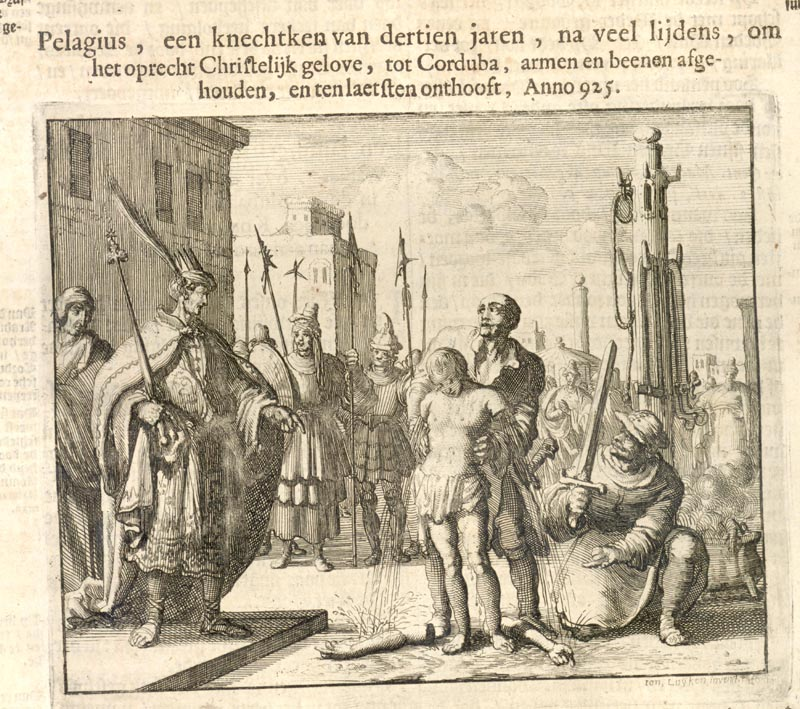
Gravura de Jan Luyken representando o esquartejamento de São Paio em Córdova, no ano de 925

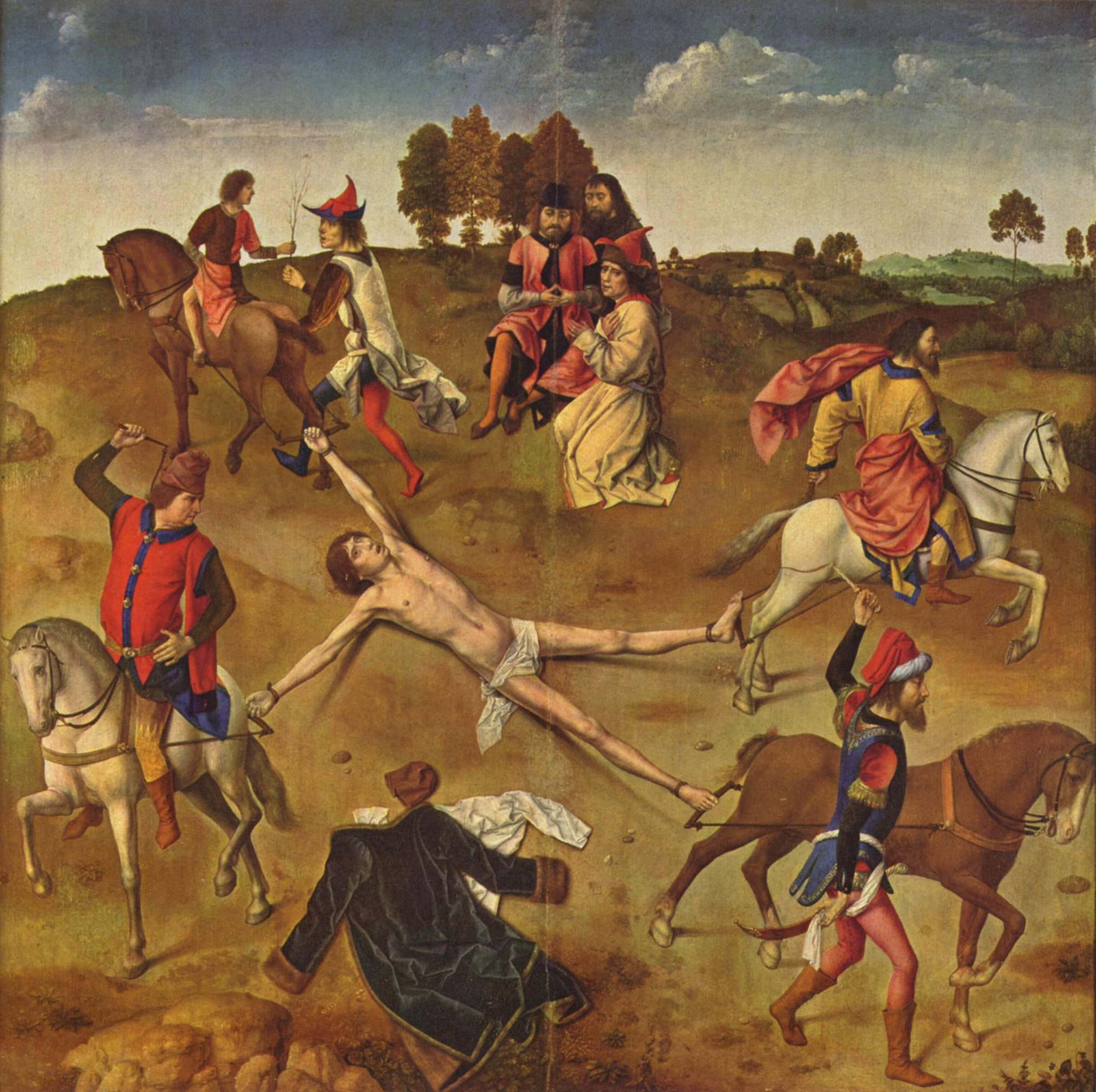
O Martírio de Hipólito, de Dirck Bouts, mostra um desmembramento

Desmembramento é o ato que consiste em cortar um corpo em diversas partes. Ao longo da história, esse foi um método de execução da pena de morte ou punição aplicado por diversos meios, em especial ao regicídio, sendo também utilizado por assassinos. Também é conhecido como arrancamento ou esquartejamento.
O chamado "desmembramento a cavalo" era muito popular na Inglaterra e sobreviveu até 1814. Especificamente, nesta versão, os quatro principais membros são arrancados do corpo: pernas e braços, sendo cada parte é amarrada a um cavalo. Era, segundo consta, a forma preferida de Átila, o Huno para torturar e matar seus inimigos. Na França, sob o Antigo Regime, era a pena aplicada aos regicidas.

## Vítimas notáveis
- Jacques Clément (1567–1589), clérigo ativista católico francês, que durante os preparativos do cerco de Paris por Henrique III no Château de Saint Cloud, conseguiu apunhalar o rei, com a desculpa de entregar-lhe uma mensagem pessoal. Os gritos do rei alertaram a sua guarda, que matou Clément, cujo corpo foi posteriormente desmembrado e queimado.
- François Ravaillac (1578–1610), assassino de Henrique IV da França. Ravaillac, foi rapidamente preso e, dias depois conduzido à Place de Grève, onde foi queimado com ferro em brasa. A mão executora do crime foi queimada com enxofre e sobre as queimaduras, foi jogada uma mistura de chumbo derretido, azeite fervente e resina. Depois disso, foi desmembrado, e o cadáver foi queimado.
- Robert-François Damiens (1715–1757), autor de uma tentativa de assassinato contra Luis XV.

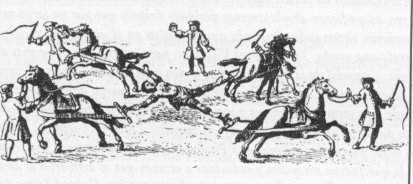
Desmembramento de Túpac Amaru.

- Desmembramento de Túpac Amaru.Túpac Amaru II (1742–1781), provável descendente do inca Túpac Amaru I, foi um líder quíchua que encabeçou a primeira e maior rebelião independentista no Vice-Reino do Peru. Na Plaza de Armas del Cuzco, Túpac Amaru foi obrigado a presenciar a execução de toda a sua família. Tentou-se esquartejá-lo, atando cada um de seus membros a cavalos. Depois de várias tentativas fracassadas, finalmente optou-se por decapitá-lo e posteriormente esquartejá-lo. Sua cabeça foi colocada em uma lança e exibida em Cuzco e em Tinta; seus braços em Tungasuca e Carabaya, e suas pernas em Levitaca e Santa Rosa.

## História
Durante a Conspiração da Pólvora os conspiradores católicos que colocaram explosivos debaixo da Câmara dos Lordes e pretendiam detoná-los durante a Abertura Estadual do Parlamento, foram descobertos, julgados e condenados a enforcamento, arrastamento e esquartejamento. 
Francisco de Valois, delfim da França, delfim da França e duque da Bretanha após uma partida de tênis, pediu um copo d'água, o que lhe foi trazido por seu secretário, o Conde Montecuccoli. Depois de bebê-lo, Francisco adoeceu e morreu dias depois. (Montecuccoli, que fora trazido à corte por Catarina de Médici, foi acusado de ter sido pago por Carlos V, e quando seus aposentos foram vasculhados, um livro sobre tipos diferentes de veneno, foi encontrado). Sob tortura, Montecuccoli confessou o envenenamento do Delfim. Ele foi condenado ao esquartejamento, a punição tradicional para regicídio.
Na Tanzânia, uma criança albina foi esquartejada por praticantes de rituais macabros, tendo sido partes do seu corpo vendidas para esses rituais, por acreditarem que albinos eram de alguma forma, especiais para o ato. Números indicam que, desde 2006, pelo menos 75 albinos foram esquartejados naquele país, entre eles um bebê de sete meses.
Na Inglaterra William Wallace foi enforcado até ficar quase inconsciente, e então, amarrado a uma mesa, estripado, e suas entranhas, queimadas, ainda presas a ele. Provavelmente foi também castrado e, então finalmente, foi libertado do seu sofrimento inimaginável, pela decapitação. Seu corpo foi esquartejado, e os pedaços, enviados para Newcastle upon Tyne, Berwick, Perth e Stirling. Sua cabeça foi colocada em um pique na Ponte de Londres, de modo que todos a vissem, como advertência para outros possíveis "traidores".

### Brasil

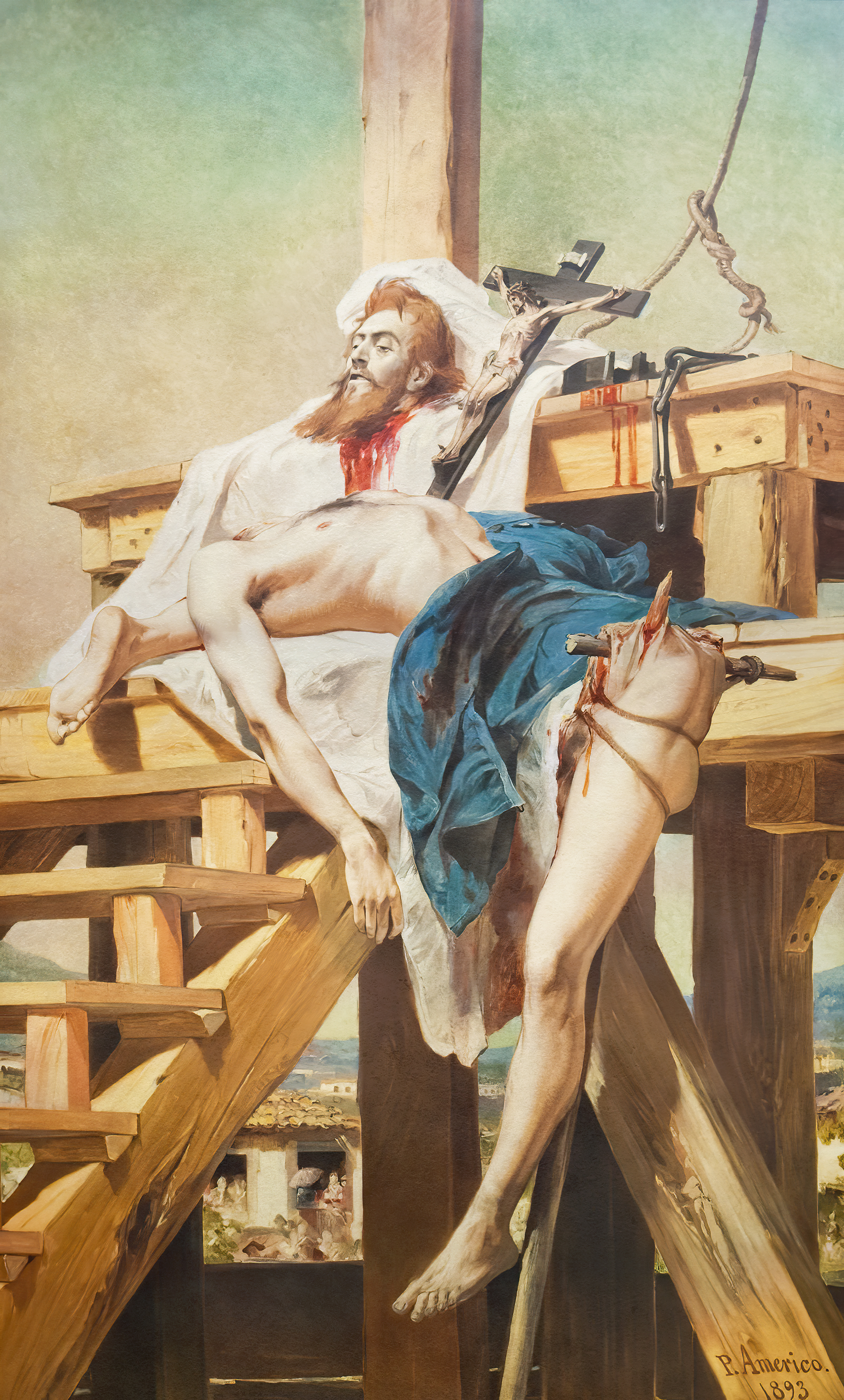
Tiradentes Esquartejado, 1893, Museu Mariano Procópio

Em 1792 teve lugar em Minas Gerais a execução de Tiradentes, um dos conjurados de 1789 na luta pela Independência do Brasil. O suplício teve lugar no campo de São Domingos, da cidade do Rio de Janeiro, sendo primeiro enforcado e depois esquartejado, conforme a certidão da época:
“Francisco Luiz Álvares da Rocha, desembargador dos agravos da relação desta cidade e escrivão da comissão expedida contra os réus da conjuração formada em Minas Gerais: Certifico que o réu Joaquim José da Silva Xavier foi levado ao lugar da forca levantada no campo de São Domingos e nela padeceu morte natural, e lhe foi cortada a cabeça e o corpo dividido em quatro partes; e, do como assim passou na verdade, lavrei a presente certidão, e dou a minha fé. Rio de Janeiro, 21 de abril de 1792. 

(Assinado - Francisco Luiz Álvares da Rocha)
A execução inspirou os quadros Tiradentes Esquartejado, de Pedro Américo, e O esquartejamento de Tiradentes, de Cândido Portinari.
A 9 de dezembro de 1835 o escravo Elesbão foi condenado ao enforcamento em Campinas, seguido de esquartejamento, consistindo na decapitação e no decepamento das mãos do escravo. A cabeça seria remetida à vila de Jundiaí, onde ficaria exposta em poste em lugar público, enquanto as mãos ficariam na vila de Campinas também em poste em local público. No ofício que relata os custos do processo, é referido "um facão com grossura e tamanho suficientes para decepar cabeça e mãos".
Virgulino Ferreira da Silva e seu grupo, tiveram suas cabeças arrancadas e os corpos esquartejado quando finalmente foram presos pela tropa do Tenente João Bezerra e do Sargento Aniceto Rodrigues da Silva, abriram fogo com metralhadoras portáteis, os cangaceiros não puderam empreender qualquer tentativa viável de defesa.
Na ditadura militar, diversos casos de desaparecimento de políticos foram apontados como esquartejados para facilitar o desaparecimento do cadáver.

### Índia
Particularmente no Sudeste da Ásia, execução por elefantes treinados foi uma forma de pena capital praticada por vários séculos. As técnicas pelas quais o condenado foi realmente executado variaram amplamente, mas, na ocasião, incluíram o elefante desmembrando a vítima por meio de lâminas afiadas presas aos pés. O viajante muçulmano ibne Batuta, visitando Déli na década de 1330, deixou o seguinte relato de testemunhas oculares sobre esse tipo particular de execução por elefantes: 
Citação: Em um determinado dia, quando eu estava presente, alguns homens foram trazidos para fora, que foram acusados de ter tentado a vida do vizir. Eles foram ordenados, portanto, serem jogados para os elefantes, que tinham sido ensinaram a cortar suas vítimas em pedaços. Seus cascos estavam encaixados com instrumentos de ferro afiados, e as extremidades eram como facas. Em tais ocasiões, o elefante conduziu sobre eles; e, quando um homem foi jogado para eles, eles embrulhariam o tronco sobre ele e jogue-o, depois leve-o com os dentes e jogue-o entre seus pés dianteiros sobre o peito, e faça exatamente como o motorista deve oferecer-lhes, e de acordo com as ordens do Imperador. Se o pedido fosse para cortá-lo em pedaços, o elefante o faria com os ferros e depois jogaria as peças entre a multidão reunida; mas, se a ordem fosse deixá-lo, ficaria deitado de frente diante do imperador, até que a pele fosse retirada, e recheado com feno, e a carne dada aos cachorros.

### Portugal
Usada em Portugal desde a Idade Média, essa forma de execução popularizou-se na Inquisição e foi aplicada sempre que houve motivo, do ponto de vista da coroa.
Mascarenhas Barreto, na sua História da polícia em Portugal, refere a instauração pelo marquês de Pombal da tortura de esquartejamento, exemplificada na sentença: «(..) ali, vivo, lhe sejam cortadas as mãos e que, depois, seja tirado e desmembrado por 4 cavalos, sendo o seu corpo feito em pedaços».
Em Portugal em Junho de 2009 foi registrado um crime no qual uma mãe foi assassinada e esquartejada pelo próprio filho.

## Outras mídias
- No filme South Park: Bigger, Longer & Uncut, Kenny McCormick acaba parando no inferno. Quando estava prestes a ser esquartejado pelo Satã, Saddam Hussein o interrompe.